# قلعه کاریلون
قلعه کاریلون که در حال حاضر به عنوان قلعه تایکندروگا شناخته می‌شود، توسط پیر دو ریگو دو وودرویی، فرماندار کانادا (فرانسه نو), ساخته شد تا از دریاچه چمپلین در برابر تهاجم بریتانیایی‌ها محافظت کند. این قلعه در حدود ۱۵ مایل (۲۴ کیلومتر) جنوب قلعه سنت-فردریک واقع شده و برای جلوگیری از حمله به کانادا و کند کردن پیشروی دشمن به اندازه کافی ساخته شده بود تا نیروی کمکی برسند.